# Zonopetala paroospila
Zonopetala paroospila es una especie de mariposa de la familia Oecophoridae.
Fue descrita científicamente por Turner en 1946.